# Constructorul din Norwood
Constructorul din Norwood (în engleză The Adventure of the Norwood Builder) este una dintre cele 56 povestiri scurte cu Sherlock Holmes ale lui Sir Arthur Conan Doyle și a doua povestire din volumul Întoarcerea lui Sherlock Holmes.
Povestirea a fost publicată în hebdomadarul american Collier's Weekly din 31 octombrie 1903 și în revista Strand Magazine din noiembrie 1903, cu ilustrații de Sidney Paget, apoi în volumul "Întoarcerea lui Sherlock Holmes" (în engleză The Return of Sherlock Holmes) editat la 7 martie 1905 de George Newnes Ltd din Anglia. 

## Rezumat

### Misterul inițial

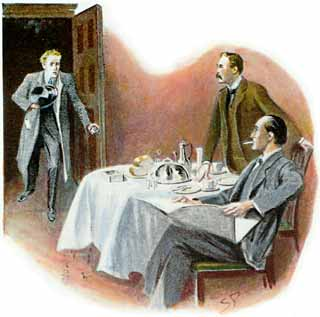
McFarlane, sosind în grabă la 221B Baker Street.

Acțiunea se petrece în 1894, la câteva luni după întoarcerea lui Sherlock Holmes la Londra. John Hector McFarlane, un tânăr avocat din Blackheath care sosește în grabă la 221B Baker Street, îi explică lui Holmes că este urmărit de poliție pentru a fi arestat pentru uciderea constructorului Jonas Oldacre din Norwood, deși este nevinovat. În noaptea precedentă, corpul lui Oldacre a fost găsit ars într-un depozit de lemne de pe terenul proprietății sale din Norwood, iar un baston cu urme de sânge pe măciulie și care aparținea lui McFarlane a fost găsit în interiorul locuinței decedatului.
Potrivit tânărului, Jonas Oldacre (în vârstă de 52 ani) a venit să-l vadă la cabinetul său notarial pentru a da o formă oficială testamentului său. În mod neașteptat, Jonas Oldacre l-a desemnat în acel testament pe tânărul McFarlane ca moștenitor al majorității bunurilor sale, acestea urmând să-i revină lui McFarlane în caz de deces. Oldacre a explicat că făcea acest lucru pentru a ajuta pe tânărul muncitor și merituos aflat în fața lui, cu mama căruia avusese mai demult o legătură sentimentală. Constructorul i-a cerut avocatului să vină să-l vadă la Norwood în aceeași seară. După o întrevedere de două ore, McFarlane a plecat, uitându-și bastonul în locuința lui Oldacre. Conform lui McFarlane, el a aflat în dimineața următoare din ziare de decesul violent al binefăcătorului său. În timpul acestor explicații, inspectorul Lestrade de la Scotland Yard a sosit în apartamentul lui Sherlock Holmes din strada Baker și l-a arestat pe McFarlane în fața detectivului.

### Rezolvare

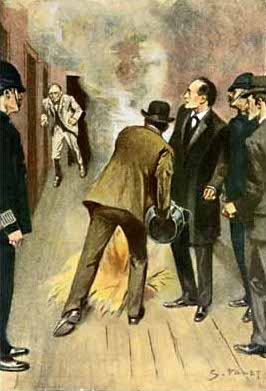
Jonas Oldacre, ieşind din ascunzătoiarea sa ca urmare a unei false alarme de foc.

Holmes și-a început ancheta la părinții lui McFarlane din Blackheath și a descoperit că mama avocatului a avut o legătură sentimentală anterioară cu Oldacre, dar a pus capăt relației din cauza caracterului violent și crud al acestuia. Astfel, pare suprinzătoare desemnarea de către Oldacre a fiului fostei sale iubite ca moștenitor. 
În ciuda acestui fapt bizar, Holmes inspectează proprietatea lui Oldacre din Norwood și nu descoperă nimic care să-l disculpe pe McFarlane. Detectivul descoperă că moștenirea lăsată de constructor nu este prea mare, iar conturile bancare ale lui Oldacre erau practic goale, după ce fuseseră făcute mai multe plăți substanțiale unui anumit domn Cornelius. Între rămășițele carbonizate de la locul incendiului s-au găsit butoni de la pantalonii lui Oldacre. Detectivul are totuși sentimentul că doamna Lexington, menajera lui Oldacre, cunoaște anumite lucruri pe care le păstrează sub tăcere. 
În dimineața următoare, Lestrade îi trimite o telegramă lui Holmes prin care-l informează că s-a găsit la Norwood o probă suplimentară a vinovăției lui McFarlane. Această probă este o amprentă digitală însângerată a lui McFarlane lăsată pe un perete din interiorul casei. Deși vinovăția lui McFarlane pare a fi dovedită pentru Lestrade și Watson, Holmes este convins de contrariu căci în ziua precedentă el nu văzuse nicio amprentă pe acel perete. Ea a fost pusă pentru a-l acuza pe McFarlane în timp ce acesta se afla deja în închisoare. Convins că uciderea lui Oldacre este de fapt o înscenare, detectivul începe să inspecteze casa și descoperă o încăpere secretă, în care se ascundea constructorul. 
Pentru a face o descoperire cât mai teatrală în ochii lui Lestrade, el dă foc la niște baloți de paie și, împreună cu polițiștii prezenți, strigă "foc" pentru a-l speria pe Oldacre și a-l scoate din ascunzătoare. Se descoperă astfel că Oldacre plănuise o acțiune de răzbunare și și-a înscenat propria ucidere pentru a-l acuza pe McFarlane de crimă și de a se răzbuna astfel pe fosta sa logodnică, care era mama lui McFarlane. El își golise anterior conturile, fiind urmărit de creditori, iar "domnul Cornelius" era de fapt un pseudonim folosit de constructor, care își crease o altă identitate cu scopul de a începe o viață nouă altundeva.
Detectivul află că McFarlane, pe când sigila hârtiile cu ceară fierbinte, și-a lăsat o amprentă digitală pe ceară, pe care constructorul a recuperat-o și a așezat-o pe zid cu complicitatea menajerei pentru a crea o probă falsă. În ceea ce privește resturile pretinsului corp carbonizat al lui Oldacre găsite în depozitul de lemne, Holmes presupune că era vorba în realitate de un animal, a cărui carne arsă i-a indus pe oameni în eroare că ar fi vorba de un om. 
Oldacre încearcă în mod patetic să-i convingă pe anchetatori că este vorba de o glumă nevinovată și că nu ar fi permis ca tânărul McFarlane să pățească nimic. Constructorul este arestat, iar conturile "domnului Cornelius" urmează a fi blocate de creditori. Oldacre jură că se va răzbuna pe Holmes, dar acesta îi răspunde calm că va trebui să mai aștepte câțiva ani până o va putea face.

## Personaje
- Sherlock Holmes
- doctorul Watson
- Lestrade - inspector la Scotland Yard
- John Hector McFarlane - tânăr avocat din Blackheath
- Jonas Oldacre - constructor din Norwood
- Doamna Lexington - menajera lui Jonas Oldacre

## Comentariu
Acesta pare să fie unul dintre primele cazuri pe care le investighează Holmes după redeschiderea agenției sale de detectivi, iar povestirea începe cu el și Watson discutând cât de liniștită și de plictisitoare a devenit Londra de la moartea profesorului Moriarty.  
Arthur Conan Doyle a locuit la Norwood și a inclus câteva detalii locale în povestire. De exemplu, McFarlane și-a petrecut noaptea la The Anerley Arms, un local care există și astăzi.
Aceasta este una dintre puținele povestiri cu Holmes în care o amprentă digitală reprezintă un indiciu în rezolvarea problemei.
Un element important al acestei povestiri a fost furnizat de Bertram Fletcher Robinson (1870–1907). Înainte de publicarea acestei povestiri la 31 octombrie 1903, Robinson a colaborat și la conceperea intrigii romanului Câinele din Baskerville (1901). 

## Aluzii la anchete inedite
La începutul povestirii, Watson menționează două cazuri inedite pe care le-a investigat Sherlock Holmes după întoarcerea sa la Londra în primăvara anului 1894 (Casa pustie) și înainte de această anchetă (Constructorul din Norwood) care se derulează câteva luni mai târziu. Aceste două anchete inedite sunt următoarele:
- "Cazul documentelor fostului președinte Murillo", despre care Conan Doyle a scris mai târziu în "Aventura din Wisteria Lodge".
- "Afacerea șocantă a vaporului cu aburi olandez Friesland", care a inspirat filmul Pursuit to Algiers (1945) cu Basil Rathbone în rolul lui Holmes.

Mai departe în povestire, Holmes îi reamintește lui Watson de o investigație care s-a desfășurat în 1887, în care un om foarte manierat pe nume Bert Stevens a comis o infracțiune și apoi le-a cerut Holmes și Watson să se ocupe de cazul său. Această aventură este, de asemenea, inedită.

## Adaptări teatrale și cinematografice
Această povestire a servit ca sursă de inspirație pentru al 21-lea film cu Sherlock Holmes (filmat în 1922) din seria de filme mute cu Eille Norwood.
Povestirea "Constructorul din Norwood" a fost adaptată în 1985 pentru serialul de televiziune "Sherlock Holmes" realizat de Granada Television cu Jeremy Brett în rolul principal. Acest episod este al treilea al celui de-al doilea sezon. Această versiune este destul de fidelă textului original, cu unele excepții. 
În povestirea originală Oldacre a dat foc unui iepure mort și hainelor sale, în timp ce în adaptarea pentru televiziune constructorul a ucis un vagabond și i-a dat foc pentru a-l acuza pe McFarlane. Episodul serialului o prezintă pe doamna McFarlane ca fiind văduvă de scurtă vreme, în timp ce în povestire domnul McFarlane este în viață, dar nu apare în acțiune. Watson este văzut studiind carnetul de cecuri ale lui Oldacre, iar în carte Holmes este cel care face aceasta. De asemenea, când Lestrade vine în apartamentul lui Holmes pentru a-l aresta pe McFarlane, el îl avertizează pe tânăr că orice va spune va putea fi folosit ca o probă împotriva sa; în versiunea TV Holmes este cel care îl avertizează pe McFarlane. În episodul serialului de televiziune apare o eroare. Holmes vorbește la un moment dat de un dinte al "Marelui rechin alb", dar arată un dinte curb, în loc de unul triunghiular.

## Traduceri în limba română
- Constructorul din Norwood - în volumul "Aventurile lui Sherlock Holmes. Vol. III" (Colecția Adevărul, București, 2010) - traducere de Silvia Stan
- Constructorul din Norwood - în volumul "Aventurile lui Sherlock Holmes. Vol. III" (Colecția Adevărul, București, 2011) - traducere de Silvia Stan